# Ioana Sofia de Bavaria
Ioana Sofia de Bavaria (n. 1373 sau 1377 – d. 28 iulie 1410, Viena) aparținând Casei de Wittelsbach, a fost ducesă de Austria prin căsătoria cu Albert al IV-lea de Habsburg.
Ioana Sofia a fost fiica cea mai mică a ducelui Albert I de Straubing-Holland și a primei sale soții, Margareta de Brieg.
În 1381 prin logodna Ioanei, în vârsta de 4 ani, cu Albert al IV-lea al Austriei s-a pus capăt unei dispute dintre tatăl ei și Albert al III-lea al Austriei, viitorul ei socru. Albert I de Straubing-Holland a fost de acord să plătească 10 000 de pfennigi de Praga drept zestre pentru fiica sa dând drept garanție Cetatea Natternberg și orașul Deggendorf. Nunta a avut loc pe 24 aprilie 1390 la Viena. 
Din această căsătorie au rezultat doi copii:
- Albert al II-lea, rege romano-german,[2]
- Margareta, soția ducelui Henric al XVI-lea de Bavaria-Landshut (supranumit cel Bogat).

Albert al IV-lea, soțul Ioanei Sofia, a devenit duce al Austriei în 1395, după moartea tatălui său, însă și el a murit în 1404. Ioana Sofia i-a supraviețuit doar șase ani. Ea nu a trăit pentru a vedea căsătoria fiicei sale cu Henric de Bayern-Landshut în 1412 și intervenția fiului ei în disputa cu privire la moștenirea teritoriilor Straubing ale familiei Wittlesbach, pretinse datorită descendenței sale din Albert I al Bavariei. 